# ساختمان اداره هواشناسی بابلسر
ساختمان اداره هواشناسی مربوط به دوره پهلوی اول است و در شهرستان بابلسر، بخش مرکزی، جنب پل معلق واقع شده و این اثر در تاریخ ۷ اسفند ۱۳۸۶ با شمارهٔ ثبت ۲۱۵۷۲ به‌عنوان یکی از آثار ملی ایران به ثبت رسیده است.